# National Route 11
Die National Route 11 (kurz N11) ist eine südafrikanische Nationalstraße, die von Grobler’s Bridge an der Grenze zu Botswana bis zur N3 bei Ladysmith in KwaZulu-Natal verläuft.

## Streckenverlauf
Aus Botswana führt eine Regionalstraße, die südlich der Ortschaft Palapye von der Fernstraße A1 abzweigt zur botswanischen Grenzstation Martin’s Drift. Hier führt eine Brücke über den Limpopo. Von der südafrikanischen Grenzstation Groblersbrug Border Post bei Grobler’s Bridge setzt sich die Straßenverbindung als N11 in südöstlicher Richtung durch Limpopo nach Mokopane fort, wo sie die N1 kreuzt. Anschließend führt sie in den Süden und überquert die Provinzgrenze nach Mpumalanga bei Marble Hall und verläuft weiter in südöstlicher Richtung nach Ermelo, wo sie auf die N2 und die N17 trifft. Danach führt die Straße weiter Richtung Süden und überquert die Provinzgrenze nach KwaZulu-Natal bei Volksrust.
Der etwa 100 Kilometer lange Abschnitt zwischen Ermelo und Volksrust ist mit täglich etwa 1000 Lastwagen sehr stark befahren und befindet sich daher in einem sehr schlechten Zustand. In KwaZulu-Natal verläuft die Straße fortgesetzt südlich durch Newcastle und Ladysmith und mündet abschließend in die N3.